# Dialeurotrachelus cambodiensis
Dialeurotrachelus cambodiensis là một loài côn trùng cánh nửa trong họ Aleyrodidae, phân họ Aleyrodinae.
Dialeurotrachelus cambodiensis được Takahashi miêu tả khoa học đầu tiên năm 1942.